# W. Michael Blumenthal

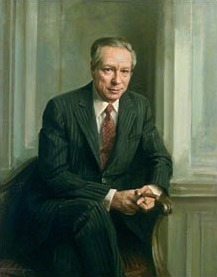
Porträt von W. Michael Blumenthal im US-Finanzministerium

Werner Michael Blumenthal (* 3. Januar 1926 in Oranienburg) ist ein US-amerikanischer Politiker und Manager deutsch-jüdischer Herkunft. Er war von 1977 bis 1979 US-Finanzminister der Carter-Regierung und von 1997 bis 2014 Direktor des Jüdischen Museums Berlin.

## Leben
Blumenthals Vater, der Textilkaufmann Ewald Blumenthal, wurde im Ersten Weltkrieg mit dem Eisernen Kreuz ausgezeichnet. Im Laufe der Novemberpogrome 1938 wurde er für mehrere Monate im Konzentrationslager Buchenwald interniert.
Zunächst besuchte Werner Michael Blumenthal die Private Jüdische Waldschule Kaliski in Berlin-Dahlem. Seine Familie flüchtete mit ihm im Frühjahr 1939 aus Deutschland nach Shanghai, wo die Familie im Shanghaier Ghetto überlebte, und emigrierte dann 1947 in die USA. Er lernte Chinesisch, Englisch, Französisch und Spanisch. Im Jahr 1952 wurde er US-amerikanischer Staatsbürger. Er graduierte 1951 mit dem Bachelor of Science in Internationaler Wirtschaft von der University of California, Berkeley. Seinen Master of Arts in Wirtschaftswissenschaften und den Master of Public Affairs erlangte er 1953 an der Princeton University. Im Jahr 1956 promovierte er zum Ph.D. in Ökonomie. Von 1953 bis 1956 war er als Dozent für Volkswirtschaftslehre tätig. Im Anschluss wurde er Vizepräsident und schließlich Direktor der Crown Cork International Corporation. Von 1961 bis 1967 war er Mitarbeiter des US-Außenministeriums und zugleich wirtschaftspolitischer Berater der US-Präsidenten Kennedy und Johnson. 1967 wechselte er in den Vorstand des Technologieunternehmens Bendix Corporation, dessen Vorstandsvorsitzender er war. Im Jahre 1973 gehörte Blumenthal zu den Gründungsmitgliedern der Trilateralen Kommission.

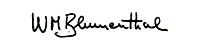
Unterschrift von Blumenthal auf US-$-Banknoten

Von 1977 bis 1979 amtierte er als Finanzminister im Kabinett von US-Präsident Jimmy Carter. Im Jahr 1980 wurde er Vizepräsident und 1981 Vorstandsvorsitzender der Burroughs Corporation. Er fusionierte 1986 die Computerfirma mit Sperry zu Unisys, dessen Vorsitzender er ebenfalls wurde. Danach war von 1990 bis 1996 Partner der Investmentbank Lazard Frères & Co. LLC und begann mit der Niederschrift seiner Biographie. 1997 wurde er als Gründungsdirektor des Jüdischen Museums in Berlin berufen. Es gelang ihm, das Museum zum größten jüdischen Museum Europas auszubauen. Im Juni 2014 gab er bekannt, sein Amt auf eigenen Wunsch zum 1. September 2014 niederzulegen.
Im Jahr 1998 veröffentlichte er die Familienchronik Die unsichtbare Mauer. Die dreihundertjährige Geschichte einer deutsch-jüdischen Familie. Zu seinen Vorfahren zählen der Hofjuwelier Jost Liebmann (= Jehuda ben Elieser Lipmann), die Schriftstellerin Rahel Varnhagen von Ense, der Komponist Giacomo Meyerbeer und der Literaturwissenschaftler Arthur Eloesser.
Blumenthal ist Mitglied im Advisory Board der Investment Bank Evercore Partners, des American Jewish Committee in Berlin und des International Rescue Committee. Er ist Kuratoriumsmitglied der Stiftung Denkmal für die ermordeten Juden Europas und Mitglied im Council on Foreign Relations sowie dem Princeton und Century Club.
In den USA und Deutschland wurden ihm Ehrendoktorwürden verliehen, so vom Hebrew Union College – Jewish Institute of Religion, New York, und von der Hochschule für Jüdische Studien, Heidelberg.

## Auszeichnungen
- 1999 Großes Verdienstkreuz des Verdienstordens der Bundesrepublik Deutschland
- 1999 Leo-Baeck-Medaille
- 2000 Ehrenbürger seiner Geburtsstadt Oranienburg
- 2002 Goethe-Medaille
- 2002 Berliner Bär (B.Z.-Kulturpreis)
- 2002 Verdienstorden des Landes Berlin
- 2006 Großes Verdienstkreuz mit Stern des Verdienstordens der Bundesrepublik Deutschland
- 2008 Ernst Cramer Award des American Jewish Committee
- 2011 Heinz-Galinski-Preis
- 2013 Lucius D. Clay Medaille des Verbands der Deutsch-Amerikanischen Clubs e. V. (VDAC)
- 2013 Ehrenpreis des Roland Berger Preises für Menschenwürde[7]
- 2014 „Estrongo Nachama Preis für Zivilcourage und Toleranz“ der Berliner Stiftung Meridian[8]
- 2015 Ehrenbürger von Berlin[9]
- 2015 Preis für Verständigung und Toleranz

## Veröffentlichungen
- Codetermination in the German Steel Industry. A Report of Experience. Industrial Relations Section, Department of Economics and Sociology, Princeton University, Princeton 1956
  - Die Mitbestimmung in der deutschen Stahlindustrie. Ein Erfahrungsbericht. Gehlen, Bad Homburg/Berlin/Zürich 1960
- (Hrsg.): Lieselotte Friedlaender. 1898–1973. Schicksal einer Berliner Modegraphikerin. Jüdisches Museum, Berlin 1998, ISBN 3-910029-22-1
- The Invisible Wall. German and Jews. A Personal Exploration. Counterpoint, 1998, ISBN 1-887178-73-2
  - Die unsichtbare Mauer. Die dreihundertjährige Geschichte einer deutsch-jüdischen Familie. Hanser, München/Wien 1999, ISBN 3-446-19642-0; Deutscher Taschenbuch-Verlag, München 2000, ISBN 3-423-30788-9
- Vorwort in Daniel Libeskind: Das jüdische Museum in Berlin. Architekt Daniel Libeskind. Philo & Philo Fine Arts, Berlin 2000, ISBN 3-86572-498-1
- In achtzig Jahren um die Welt. Mein Leben. Propyläen, Berlin 2010, ISBN 978-3-549-07374-2; List, Berlin 2012, ISBN 978-3-548-61102-0

## Film
- Zeugen des Jahrhunderts. Interview, Produktion: ZDF, Erstausstrahlung: 24. Oktober 2004
- Geglücktes Exil. W. Michael Blumenthal. Dokumentation von Jochen Kölsch, Deutschland, 2001, 75 Min.